# Rudolf Szepessy-Sokoll
Rudolf Szepessy-Sokolln (Oradea, 1891 – Latisana, 6 novembre 1917) è stato un aviatore austro-ungarico, asso dell'Aviazione Austro-ungarica durante la prima guerra mondiale, con 5 vittorie accreditate.

## Biografia
Rudolf Szepessy-Sokoll von Negies et Reno, di origine ungherese, nacque nel 1891 da una famiglia con una grande tradizione militare, che poteva vantare un bisnonno insignito della massima decorazione militare al valore dell'impero austriaco e dell'impero austro-ungarico, Ordine militare di Maria Teresa.
Si avviò alla carriera militare e nel 1914, allo scoppio della prima guerra mondiale si arruolò nel 1º reggimento ussari dell'esercito austro-ungarico, con il grado di sottotenente (Ensign) e inviato sul fronte orientale (1914-1918).
Promosso tenente (Oberleutnant), accettata nell'estate del 1915 la sua domanda per entrare nel servizio aereo dell'esercito, il mese dopo, Szepessy-Sokoll fu assegnato alla Flik 17, sul fronte italiano, presso il campo di aviazione di Gardolo, a nord di Trento.

### Il bombardamento di Milano
Una delle sue prime missioni avvenne il 14 febbraio 1916, in quella che può essere considerata la prima missione di bombardamento strategico: il raid su Milano. Decollata all'alba da Gardolo, la formazione mista di 10 tra Lohner B.VII e Lloyd delle Flik 7, Flik 16 e 17 si diresse verso Milano, avendo come obiettivo probabilmente le centrali elettriche di Porta Romana
. Ciascun velivolo, con il pieno di carburante, trasportava un carico bellico di circa 80 kg di bombe. Szeppessy-Sokoll volava come osservatore-mitragliere a bordo del Lohner B.VII serie 17.36, pilotato dallo zugsführer Philipp Postl. Sulla via del ritorno, la formazione dei biposto austro-ungarici fu intercettata da un Caudron biposto, che fu abbattuto dal fuoco incrociato di tre aerei, compreso quello di Szepessy-Sokoll..

### Sul fronte russo
Conseguito il brevetto di pilotaggio come pilota nel marzo del 1917, nell'aprile successivo Szepessy-Sokoll fu assegnato alla Flik 10 operante sul fronte russo, dal campo di aviazione di Poruzk.
Nella metà di agosto, Szepessy-Sokoll fu trasferito al Flik 27 sul campo di Dunajov, sempre sul fronte russo. In settembre fu distaccato presso la Flik 3J. Il 20 settembre ottenne la sua seconda vittoria, a bordo dell'Albatros D.II(Oef) 53.11 abbattendo un Nieuport biposto russo, vicino Kadlubisko.
2 settimane dopo, il 4 ottobre 1917, a bordo dell'Albatros D.III(Oef) 53.45 di scorta ad un biposto da ricognizione, Szepessy-Sokoll distrusse un pallone da osservazione a circa 100 m di quota, vicino Iwanczony, attaccandolo con munizioni al fosforo.,

### Il rientro sul fronte italiano
All'inizio di ottobre 1917, Szepessy-Sokoll fu trasferito sul fronte italiano, assegnato alla FliK 41J di stanza a Sesana, al comando dell'asso degli assi austriaco Godwin Brumowski e avendo come commilitoni gli assi Frank Linke-Crawford, Kurt Gruber e Károly Kaszala. Il 5 novembre 1917, Szepessy-Sokoll divenne un asso, conseguendo la sua quarta e quinta vittoria nello stesso giorno. Quel giorno, in volo con Brumowsky e Linke, intercettò una formazione di Macchi L.3 della 251ª Squadriglia decollati da Venezia per bombardare i ponti di barche costruiti dagli austriaci per attraversare il Tagliamento. Usando un attacco combinato, i tre Albatros affrontarono il Macchi L.3 M.4862, che fu abbattuto a ovest di Latisana. Nell'impatto morirono il pilota tenente Arnaldo de Filippis (medaglia d'argento al valor militare alla memoria) e l'osservatore tenente di Vascello Francesco Cappa. Subito dopo, i piloti austro-ungarici intercettarono un secondo Macchi L.3 che stava rientrando dopo un volo su Portogruaro. Si trattava del Macchi M.4842, pilota marinaio Luigi Bruzzone e osservatore sottotenente di Vascello Luigi D'Orso. Dopo un furioso combattimento, con il radiatore del motore danneggiato dai colpi, l'equipaggio del Macchi riuscì ad eseguire un ammaraggio di fortuna nei pressi di Baseleghe. Szepessy-Sokoll cadde in combattimento il giorno dopo.
Il 6 novembre 1917, decollato dal campo volo di Aiello del Friuli, ai comandi dell'Albatros D.III (Oef) 153.54 in coppia con il sergente maggiore (Feldwebel, Fw) Radames Iska, nei pressi di Portogruaro incontrarono due SPAD S.VII della 91ª Squadriglia decollati da Padova, pilotati dal capitano Francesco Baracca, asso degli assi italiano, e dal suo gregario tenente Giuliano Parvis futuro asso con tre vittorie al suo credito.
Iska dopo un breve scontro con Parvis, si disimpegnò, atterrò con il suo Albatros 153.08 oltre le linee italiane e fu fatto prigioniero, presentandosi come disertore. Szepessy-Sokoll rimasto solo e a bassa quota, cercò di seminare i suoi avversari, con una serie di manovre evasive. In prossimità del suolo, costretto a livellare, fu colpito dal tiro dello SPAD di Baracca. Mortalmente ferito alla schiena, Szepessy-Sokoll tentò un atterraggio di fortuna dietro le linee austriache, nei pressi di Latisana, ma i suoi soccorritori lo estrassero già morto dalla fusoliera.
Così scrive Baracca dell'avvenimento:
(fonte: Roberto Gentilli)
Fu la 25ª vittoria di Francesco Baracca. Szepessy-Sokoll fu sepolto con tutti gli onori militari nel cimitero di Aiello. Dopo la morte, fu decorato con la Ordine della Corona ferrea, 3ª classe con decorazioni di guerra e spade.

## Vittorie
| N. | Data              | Aereo                     | nemico               | Luogo      | Note |
| -- | ----------------- | ------------------------- | -------------------- | ---------- | ---- |
| 1  | 14 febbraio 1916  | Lohner B.VII 17.36        | Caudron biposto      |            |      |
| 2  | 20 settembre 1917 | Albatros D.II(Oef) 53.11  | Nieuport biposto     | Kadlubisko |      |
| 3  | 4 ottobre 1917    | Albatros D.III(Oef) 53.45 | pallone osservazione | Iwanczony  |      |
| 4  | 5 novembre 1917   | Albatros D.II(Oef)        | Macchi L.3           | Latisana   |      |
| 5  | 5 novembre 1917   | Albatros D.II(Oef)        | Macchi L.3           | Latisana   |      |

## Insegne di squadriglia e personali
L'Albatros D.III(Oef) 153.54 con il quale Szepessy-Sokoll fu abbattuto il 6 novembre 1917 fu assegnato alla Flik 41J nel settembre 1917 e ricevette in reparto una colorazione in grigio – verde chiaro con trecce e screziature di colore giallo chiaro, una variante di quello sviluppato appositamente da Brumowsky per gli aeroplani della sua squadriglia. Inoltre, sui nuovi Albatros assegnati alla squadriglia, da novembre 1917, sulla fusoliera, in corrispondenza del posto di pilotaggio, fu dipinta una fascia verticale di colore rosso.,.